# Epipleoneura manauensis
Epipleoneura manauensis – gatunek ważki z rodziny łątkowatych (Coenagrionidae). Występuje w lasach Amazonii na terenie północnej Brazylii i południowej Wenezueli.